# Recurso de amparo económico
La Acción de Amparo Económico (también llamada impropiamente Recurso de Amparo Económico) es una acción judicial del derecho chileno por la que cualquier persona puede demandar por eventos que infrinjan el art. 19 N° 21 de la Constitución, relativo al derecho a la libertad de ejercer actividades económicas y la no intervención innecesaria del Estado en la economía.
Aunque su origen está en una ley (N° 18.971), se le considera una acción constitucional al igual que las acciones de amparo y protección, el reclamo de nacionalidad o la indemnización por error judicial.

## Origen
Se estableció en 1990 por la ley 18.971, atendido el caso de que el art. 20 del texto constitucional no considera la libertad económica y de empresa como uno de los derechos demandables mediante la acción o "recurso" de protección.

## Derecho protegido
Como señala la ley en su art. 1 inciso primero, es el derecho a la libertad económica señalado en el art. 19 N° 21 de la Constitución:

Artículo 19.- La Constitución asegura a todas las personas:
(...)
 21º.- El derecho a desarrollar cualquiera actividad económica que no sea contraria a la moral, al orden público o a la seguridad nacional, respetando las normas legales que la regulen.
El Estado y sus organismos podrán desarrollar actividades empresariales o participar en ellas sólo si una ley de quórum calificado los autoriza. En tal caso, esas actividades estarán sometidas a la legislación aplicable a los particulares, sin perjuicio de las excepciones que por motivos justificados establezca la ley, la que deberá ser, asimismo, de quórum calificado
Constitución Política de la República de Chile

.

## Aspectos procesales

### Sujetos activo y pasivo
En cuanto al sujeto activo, la ley señala que puede serlo cualquier persona, natural o jurídica, sin que sea necesario que tenga algún interés actual en los hechos.
En cuanto al sujeto pasivo, mientras que para el caso del inciso primero del art. 19 N° 21 constitucional puede serlo cualquier sujeto o entidad, en el caso del inciso segundo sólo podría serlo el Estado o alguna de las instituciones dependientes de éste.

### Tribunal competente y oportunidad
Se debe interponer ante la Corte de Apelaciones de Chile respectiva, que en estos casos sería la correspondiente al domicilio del demandado.
En cuanto a la oportunidad, la ley señala que debe intentarse en el plazo de 6 meses desde la ocurrencia de los hechos denunciados.

### Procedimiento
Como señala la normativa, sigue los mismos pasos que el recurso de protección, por lo que debe recurrirse al art. 20 de la Constitución y el Autoacordado de la Corte Suprema de 1932 (aunque algunos autores señalan que son aplicables las reglas de los arts. del antiguo Código de Procedimiento Penal):
- El recurso no necesita patrocinio de abogado ni representación de habilitado en derecho.
- El recurso puede interponerse en forma verbal (levantándose acta) o escrita, pudiéndose emitir por cualquier medio que permita su conocimiento por la corte.
- La acción se somete a examen de admisibilidad, si se considera que es pertinente dará inicio a la tramitación.
- La Corte solicitará informe al demandado, el cual deberá evacuarlo en un plazo prudente por cualquier medio. Ese informe debe contener una relación de su versión de los hechos, remitiendo los antecedentes que le sirven de fundamento.
- Una vez recibido el informe del recurrido, o prescindiendo de éste si no se ha evacuado en tiempo prudente, la Corte pondrá los autos en relación y colocar la vista de la causa en forma preferente al día siguiente. Igualmente, la Corte puede ordenar diligencias como comisionar a un ministro al lugar de los hechos o solicitar oficios a las autoridades pertinentes.
- Se aplican reglas generales para el caso de los alegatos ante la sala respectiva de la Corte.
- Una vez visto el recurso, la sentencia deberá dictarse inmediatamente.

### Recursos
En contra de la sentencia se puede presentar apelación ante la Corte Suprema en el plazo de 5 días. En todo caso, toda sentencia dictada en virtud de esta acción debe ser elevada "en consulta" ante el máximo tribunal. 